# Palacio Legislativo de Jalisco
El Palacio Legislativo de Jalisco, ubicado en el centro histórico de la ciudad de Guadalajara, es la sede del Congreso del Estado de Jalisco. 
Desde 2007 también alberga la Galería de Juristas y Legisladores Jaliscienses y Museo de Sitio, que incluye algunos documentos firmados por José María Morelos y Miguel Hidalgo y Costilla. También hay óleos de personajes como Ignacio L. Vallarta y Mariano Otero y de esculturas y símbolos mexicanos.
Se halla situado en la avenida Hidalgo entre el Museo Regional de Guadalajara y el Palacio de Justicia de Jalisco, en donde ocupa un solar frente a la Plaza de la Liberación en pleno centro histórico. 

## Edificios anteriores
El primer palacio legislativo se instaló en 1823 en la antigua casa consistorial conocida como la Casa del Cabildo. Estaba asentada en la esquina de Morelos y Liceo donde hoy se encuentra la Plaza de la Liberación. Debido a la mala condición de la techumbre de la Casa del Cabildo la legislatura se trasladó temporalmente al convento de San Francisco el 31 de agosto de 1827, permaneciendo ahí hasta el 30 de septiembre. Los tres poderes estatales brevemente se trasladaron a Lagos de Moreno a finales de 1831 hasta el 18 de enero de 1832. La inestabilidad política en Jalisco no permitía que se construyera una sede fija y propia para la legislatura. Desde 1827 se intentaba adquirir el antiguo templo de Santo Tomás de la Real Universidad de Guadalajara para ser la nueva sede legislativa, sin embargo la legislatura no lo ocupó hasta 1870. El 16 de septiembre de 1873 durante el gobierno de Ignacio L. Vallarta fue inaugurado el nuevo salón de sesiones para la legislatura en el Palacio de Gobierno de Jalisco. El gobierno de Jalisco pensaba nuevamente trasladar la legislatura de las instalaciones del Palacio de Gobierno al Edificio Reforma, pero en 1934 esta construcción fue cedida a la Universidad de Guadalajara. El poder legislativo también fue trasladado brevemente a Ciudad Guzmán en 1915 y 1977.

## El nuevo Palacio Legislativo
No fue hasta 1982 que se le dio una sede definitiva para el Poder Legislativo. El edificio presente en realidad es la unión de dos inmuebles con historias distintas. En la esquina de  Pino Suárez e Hidalgo, había una gran casona del siglo XIX que pertenecía a Francisco Velarde, un conservador ostentoso. Por su lealtad al emperador Maximiliano, se ganó enemigos a la caída del Segundo Imperio Mexicano. Por órdenes del general Ramón Corona, es asesinado por el coronel Francisco Tolentino. Después de la muerte de Velarde, el edificio pasa a ser usado para viviendas. En la esquina de Hidalgo y Belén, existió la casa del primer obispo de Guadalajara Pedro Gómez Maraver. Después el edificio era sede de la Real Fábrica de Tabaco en Guadalajara. En el siglo XX fue reemplazado por un edificio de concreto.
En la década de los 1980s el gobierno estatal adquirió los dos inmuebles para tener una sede suficientemente grande para los diputados. Después de algunas renovaciones, el nuevo Palacio Legislativo fue inaugurado por el presidente José López Portillo y el gobernador Flavio Romero de Velasco el 5 de febrero de 1982. En 2019 fue remodelado  el recinto, costando $7.5 millones de pesos. Desde su adquisición por el gobierno estatal hasta 2021, el edificio pertenecía al Poder Ejecutivo de Jalisco. Por petición de los diputados locales, el gobernador Enrique Alfaro Ramírez transfirió las escrituras al Congreso del Estado. Alfaro dijo que quería respetar la división de poderes.